# KAME-Projekt
Im KAME-Projekt entwickelte ein Zusammenschluss von sechs japanischen Organisationen eine freie Implementierung eines Protokollstapels für IPv6 und IPsec (sowohl für IPv4 als auch IPv6) für die Varianten des BSD-Betriebssystems.
Das Projekt lief von 1998 bis 2006. Direkt beteiligt waren ALAXALA Networks Corporation, Fujitsu, Hitachi, Internet Initiative Japan, die Keiō-Universität, NEC Corporation, Universität Tokio, Toshiba und Yokogawa Electric und es bestand Zusammenarbeit mit dem TAHI Project, dem USAGI Project und dem WIDE Project.
Der Code findet sich nahezu komplett in FreeBSD und NetBSD sowie teilweise in OpenBSD (nur IPv6-Code), DragonFly BSD und BSD/OS. Auch für die IPSec-Implementierung von Linux wurde Code des KAME project übernommen.
Der Name KAME ist sowohl eine Kurzform für Karigome – den Namen des Standortes der Büros des Projektes – als auch ein Wort für Schildkröten.